# 八部郡
- 令制国一覧 > 畿内 > 摂津国 > 八部郡
- 日本 > 近畿地方 > 兵庫県 > 八部郡

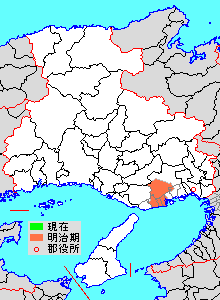
兵庫県八部郡の位置

八部郡（やたべぐん）は、兵庫県（摂津国）にあった郡。

## 郡域
1879年（明治12年）に行政区画として発足した当時の郡域は、おおむね下記の区域にあたる。
- 神戸市
  - 兵庫区
  - 長田区
  - 須磨区の大部分（菅の台・西落合・神の谷・緑台・弥栄台および友が丘・竜が台・北落合の各一部を除く）
  - 灘区の一部（六甲山町の一部）
  - 北区の一部（山田町各町および内包する各町）
  - 中央区の一部（楠町）

## 郡名の由来
『摂津』P7「郡名異同一覧」には、矢田部・八田部・八部と、時代あるいは書物によって異なる表記が用いられてきたことが記されている。
雄伴郡は、淳和天皇の時代（在位823年 - 833年）、天皇の諱である「大伴」（おおとも）に発音が近いことから、八部郡（やたべぐん）と改名された。仁徳天皇の妃八田皇女の名代が付近にあったためともいわれている。『摂津』P538 第三章 氏族 第十三節矢田部郡の「八田部」の項に、「古事記仁徳段に八田皇女の御名代（みなしろ）として八田部を定める」と引用する。矢田部郡及び八部郡の地名（矢田部郡は八部郡の別表記）は、御名代八田部の名に由来するとする。改名当初は八田部郡と書いた。

## 歴史

### 古代
八部郡の範囲は定かではない。時代によっても異なると考えられる。和名類聚抄（承平年間（931年 - 938年）編纂）には、摂津国八田部郡として、生田・宇治・神戸・八部（やたべ）・長田の５つの郷が記されている。

#### 式内社
『延喜式』神名帳に記される郡内の式内社。
| 神名帳                     | 神名帳   | 神名帳 | 神名帳       | 比定社   | 比定社                     | 比定社 | 集成 |
| 社名                       | 読み     | 格     | 付記         | 社名     | 所在地                     | 備考   | 集成 |
| -------------------------- | -------- | ------ | ------------ | -------- | -------------------------- | ------ | ---- |
| 八部郡 3座（大2座・小1座） |          |        |              |          |                            |        |      |
| 生田神社                   | イクタノ | 名神大 | 月次相嘗新嘗 | 生田神社 | 兵庫県神戸市中央区下山手通 |        |      |
| 長田神社                   | ナカタノ | 名神大 | 月次相嘗新嘗 | 長田神社 | 兵庫県神戸市長田区長田町   |        |      |
| 汶売神社                   | ミヌメノ | 小     |              | 敏馬神社 | 兵庫県神戸市灘区岩屋中町   |        |      |
| 凡例を表示                 |          |        |              |          |                            |        |      |

1. ↑  1字目は「さんずいに文」。

### 近世以降の沿革
- 「旧高旧領取調帳」に記載されている明治初年時点での支配は以下の通り。●は村内に寺社領が存在、○は村内に寺社除地[注釈 2]が存在。幕府領は谷町代官所が管轄。（46村）

| 知行         | 知行                       | 村数 | 村名 |
| ------------ | -------------------------- | ---- | --- |
| 幕府領       | 幕府領                     | 32村 | ○上谷上村、○下谷上村、○中村、○坂本村、小河村、○西小部村、○東小部村、○白川村、○車村、○妙法寺村、●○西須磨村、東須磨村、大手村、板宿村、西代村、駒ヶ林村、東尻池村、烏原村、○石井村、荒田村、○兵庫津、走水村、坂本村、生田宮村、宇治野村、中宮村、花熊村、二茶屋村、神戸村、北野村、吉田新田、与左衛門新田 |
| 幕府領       | 旗本領                     | 4村  | 藍那村、野田村、池田村、御崎村 |
| 幕府領       | 幕府領・旗本領             | 3村  | ○原野村、西尻池村、夢野村 |
| 藩領         | 下総古河藩                 | 5村  | ○福地村、○西下村、○衝原村、長田村、多井畑村 |
| 幕府領・藩領 | 幕府領・古河藩             | 1村  | ○東下村 |
| 幕府領・藩領 | 幕府領・旗本領・大和小泉藩 | 1村  | ○奥平野村 |

- 慶応4年

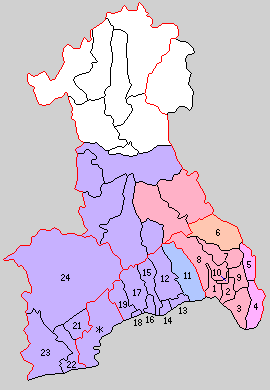
21.湊村 22.林田村 23.須磨村 24.山田村（紫：神戸市 1 - 10は武庫郡 11 - 19は菟原郡 ＊は発足時の神戸市）

  - 2月2日（1868年2月24日） - 幕府領・旗本領が兵庫裁判所の管轄となる。
  - 5月23日（1868年7月12日） - 兵庫裁判所の管轄地域が兵庫県の管轄となる。
  - 神戸村・二茶屋村・走水村が合併して神戸町となる。（1町43村）
- 明治4年
  - 7月14日（1871年8月29日） - 廃藩置県により、藩領が古河県、小泉県の管轄となる。
  - 11月14日（1871年12月25日） - 第1次府県統合により、古河県の管轄地域が印旛県の管轄となる。
  - 11月20日（1871年12月31日） - 第1次府県統合により、全域が兵庫県の管轄となる。
- 明治5年（1872年） - 生田宮村・中宮村・花熊村・北野村・宇治野村が神戸町に合併。（1町38村）
- 明治12年（1879年）1月8日 - 郡区町村編制法の兵庫県での施行により、下記の変更が行われる。
  - 神戸町・兵庫津・坂本村の区域をもって神戸区が発足し、郡より離脱。（36村）
  - 残部の区域をもって行政区画としての八部郡が発足。郡役所が湊村に設置。
- 明治14年（1881年） - 西小部村・東小部村が合併して小部村となる。（35村）
- 明治16年（1883年） - 神戸区の一部が分立して今和田新田となる。（36村）
- 明治22年（1889年）4月1日 - 町村制の施行により、以下の町村が発足。全域が現・神戸市。（4村）
  - 湊村 ← 奥平野村、石井村、夢野村、烏原村、荒田村［飛地］（概ね現・兵庫区）
  - 林田村 ← 東尻池村、西尻池村、長田村、駒ヶ林村、野田村、御崎村、今和田新田、吉田新田（概ね現・長田区）
  - 須磨村 ← 板宿村、大手村、西代村、池田村、妙法寺村、車村、白川村、東須磨村、西須磨村、多井畑村（概ね現・須磨区）
  - 山田村 ← 上谷上村、下谷上村、原野村、福地村、中村、東下村、西下村、衝原村、小河村、坂本村、藍那村、小部村、与左衛門新田（現・北区）
  - 荒田村の大部分（飛地を除く）が神戸市の一部となる。
- 明治29年（1896年）4月1日
  - 湊村・林田村および須磨村の一部（池田）が神戸市に編入。
  - 郡制の施行のため、武庫郡・菟原郡・八部郡の区域をもって、改めて武庫郡が発足。同日八部郡廃止。

## 行政
| 代 | 氏名         | 就任                       | 退任                       | 前職     | 後職               | 備考                            |
| -- | ------------ | -------------------------- | -------------------------- | -------- | ------------------ | ------------------------------- |
| 1  | 武井正平     | 1879年（明治12年）1月9日   | 1881年（明治14年）3月12日  |          | 依願免本官         | 兼神戸区長                      |
| 2  | 村野山人     | 1881年（明治14年）4月1日   | 1883年（明治16年）1月9日   |          | 免兼官             | 兼神戸区長                      |
| 3  | 武井伊右衛門 | 1883年（明治16年）1月9日   | 1883年（明治16年）8月30日  |          | 非職               |                                 |
| 4  | 渡辺弘       | 1883年（明治16年）8月30日  | 1887年（明治20年）12月17日 | 神戸区長 | 飾東郡長兼飾西郡長 | 兼神戸区長                      |
| 5  | 鳴瀧幸恭     | 1887年（明治20年）12月17日 | 1889年（明治22年）4月2日   | 兵庫県属 | 非職               | 兼神戸区長（1889年3月31日まで） |
|    | 谷勘兵衛     | 1889年（明治22年）4月5日   | 1893年（明治26年）1月19日  |          |                    | 八部郡書記、郡長心得            |
| 6  | 野口可輔     | 1893年（明治26年）1月16日  | 1894年（明治27年）1月29日  | 兵庫県属 | 飾東郡長兼飾西郡長 |                                 |
| 7  | 小林市次     | 1894年（明治27年）1月29日  | 1896年（明治29年）4月1日   | 兵庫県属 | 廃官               |                                 |